# Puconci

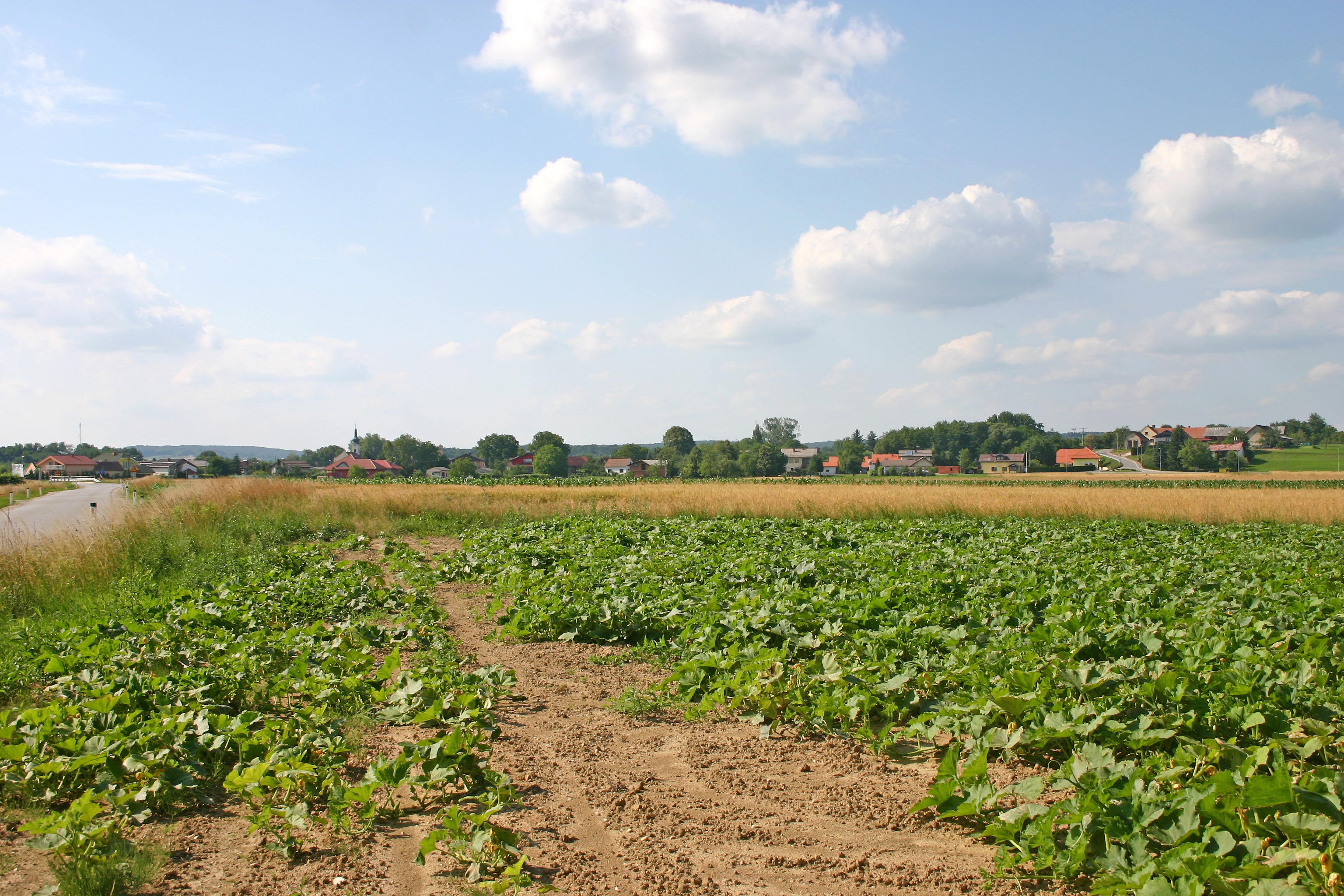

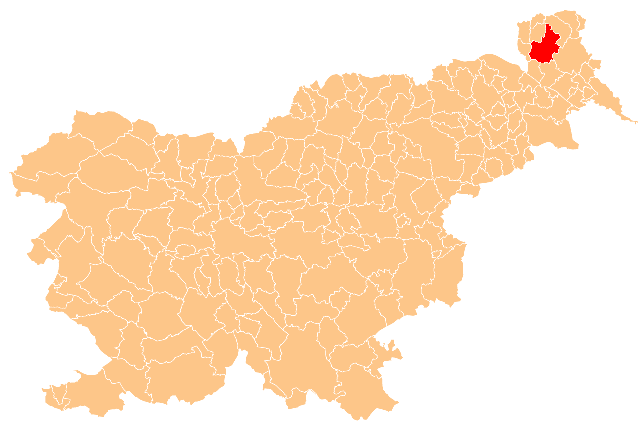
Puconicis geografiska läge

Puconici (tyska: Putzendorf, ungerska: Battyánd) är ett samhälle och en kommun i nordöstra Slovenien. Kommunen har 5 881 invånare (2019) och samhället med samma namn har 633 invånare. Före år 1920 kallades samhället Battyánd.